# Babanka
Babanka (en ukrainien et en russe : Бабанка) est une commune urbaine de l'oblast de Tcherkassy, en Ukraine. Sa population s'élevait à 2 187 habitants en 2021.

## Géographie
Babanka est arrosée par la rivière Reboukha, un affluent de la Yatran. Elle est située à 18 km à l'est d'Ouman et à 143 km au nord-est de Tcherkassy. 

## Histoire
Des vestiges archéologiques attestent du peyplement du site de Bananka à l'âge du bronze. La plus ancienne mention de Babanka remonte au XVIIe siècle. Depuis 1772, le village fait partie de l'Empire russe. Du 15 octobre 1932 au 7 janvier 1954 Babanka fut un centre administratif de raïon  de l'oblast de Kiev.

## Population
Recensements (*) ou estimations de la population :
| 2001* | 2009  | 2010  | 2011  | 2012  | 2013  |
| ----- | ----- | ----- | ----- | ----- | ----- |
| 2 555 | 2 375 | 2 342 | 2 357 | 2 335 | 2 314 |

| 2021  | - | - | - | - | - |
| ----- | - | - | - | - | - |
| 2 187 | - | - | - | - | - |

## Moyens de transport
La gare ferroviaire la plus proche se trouve à Ouman à 15 km du village.